# Sophie Brügelmann

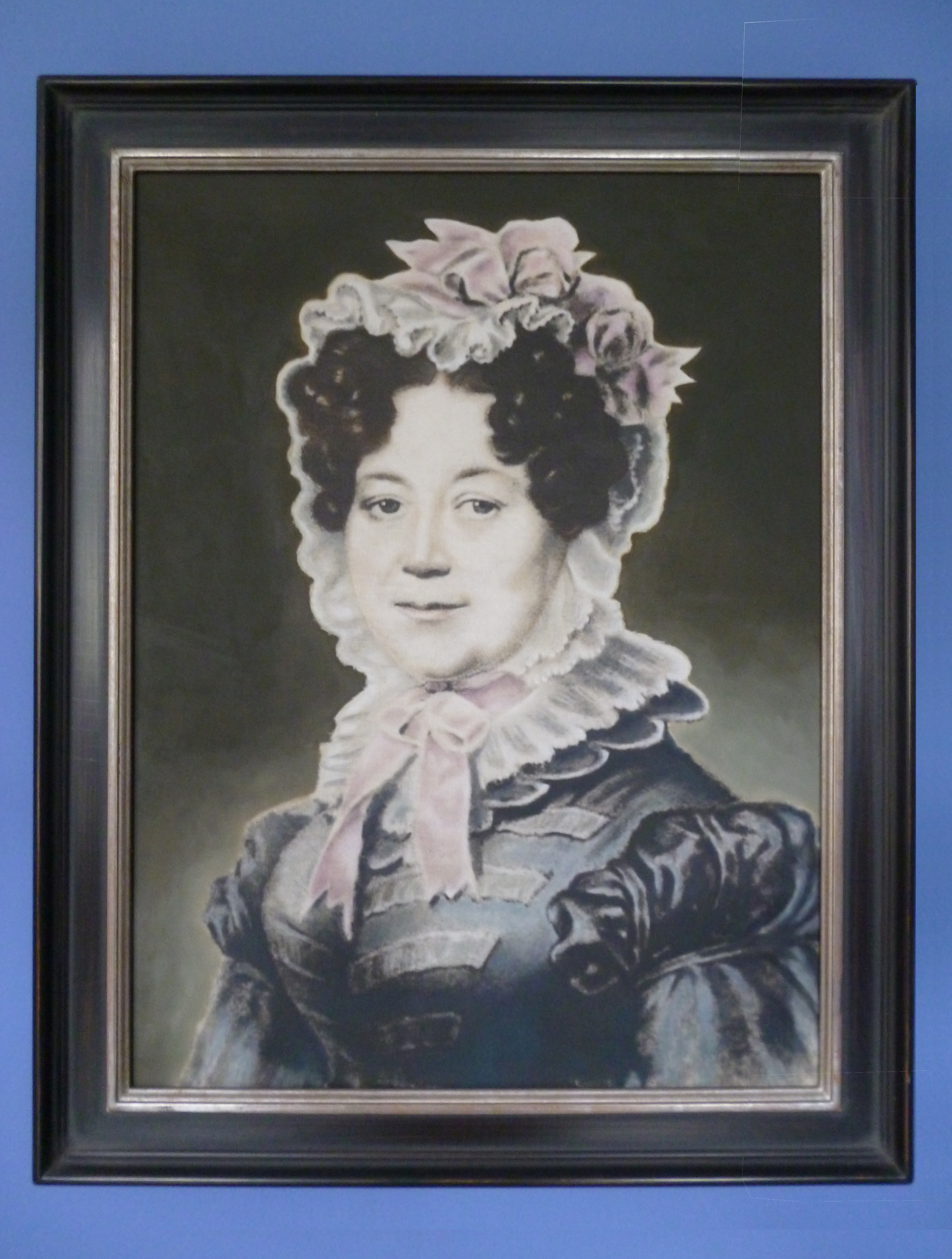
Sophie Brügelmann

Dorothea Sophia Brügelmann (geborene Bredt, 10. Juli 1775 in Barmen, heute Wuppertal; gestorben 11. Januar 1851 in Düsseldorf) war eine deutsche Unternehmerin. Ihr wurde ein FrauenOrt NRW gewidmet.

## Leben
Dorothea Sophia Bredt, genannt Sophie, wurde am 10. Juli 1775 als älteste von sechs Töchtern der angesehenen Kaufmanns- und Textilunternehmerfamilie Bredt geboren. Ihr Vater war Johann Friedrich Bredt (1751–1810), ihre Mutter Sophia Katharina Bredt (1757–1815). Sie war umfangreich gebildet und dazu gehörte neben einer musischen und künstlerischen auch eine kaufmännische Ausbildung. Bis zu ihrer Heirat arbeitete sie im elterlichen Betrieb. Sophie Bredt heiratete 1804 Johann Gottfried Brügelmann jun., den Sohn von Johann Gottfried Brügelmann, dem 1802 verstorbenen Gründer der Textilfabrik Cromford, und Anna Christina Bredt (1745–1805), die mit ihrem Vermögen ihrem Mann den Aufbau der Textilfabrik ermöglicht hatte. Anna Christina Bredt stammte ebenfalls aus der Barmer Kaufmannsfamilie Bredt.

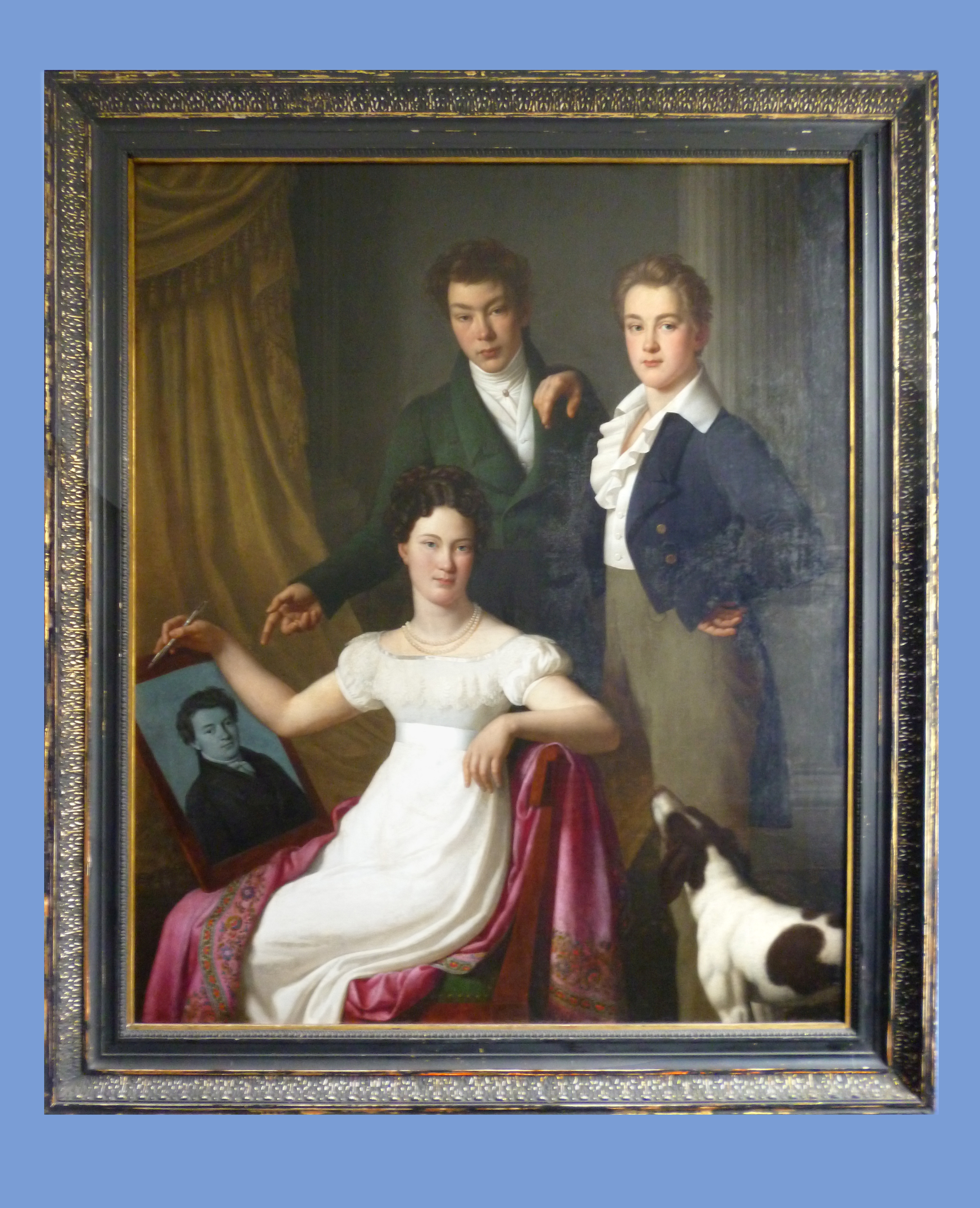
Julius, Moritz und Charlotte Brügelmann, mit einem Porträt des Vaters Johann Gottfried Brügelmann jun.

Die Ehe dauerte nur vier Jahre, denn ihr Mann starb bereits 1808 und ließ sie mit drei Kindern zurück, den Söhnen Julius und Moritz und der Tochter Charlotte. Als Witwe übernahm Sophie Brügelmann im Alter von 33 Jahren den Part ihres Mannes und gemeinsam mit ihrem Schwager Jakob Wilhelm Brügelmann (1777–1826), der das Unternehmen zuvor mit ihrem Mann geleitet hatte, führte sie die Unternehmung weiter. Johann Gottfried Brügelmann jr. war ebenso wie schon sein Vater auch politisch aktiv gewesen und wurde 1808 kurz vor seinem Tod noch zum Bürgermeister von Ratingen und Eckamp gewählt. Diesen Posten übernahm sein Bruder nach seinem Tod und behielt ihn bis zum Abzug der Franzosen 1813 bzw. 1814.

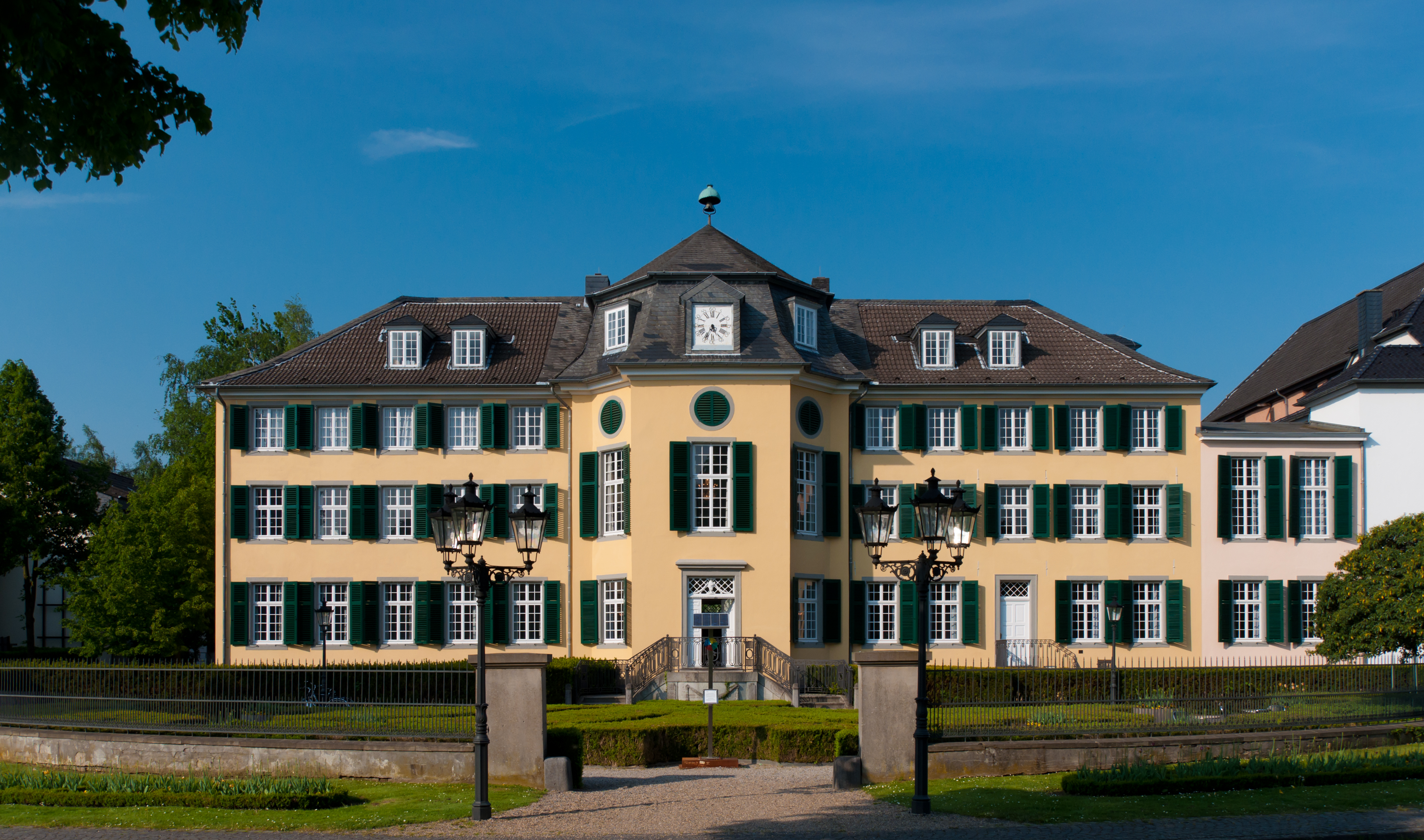
Herrenhaus Cromford

Ihr Interesse an der Kunst führte dazu, dass sie 1813 den Gartensaal im Herrenhaus Cromford neu ausgestalten ließ, und sie gehörte zu den ersten Mitgliedern des Kunstvereins für die Rheinlande und Westfalen.
Durch den Einmarsch der Franzosen, der ab 1794 erfolgte und die zunächst die linksrheinischen Gebiete, später auch rechtsrheinische kontrollierten, kam es zu einer Stagnation in der Fabrik. Es wurden keine neuen Maschinen angeschafft und die Produktion wurde verkleinert. Auch mussten Zweigstellen geschlossen werden und es wurde sich nur noch auf den Kern der Unternehmung konzentriert. Sophie Brügelmann und ihr Schwager konnten dies finanzieren, weil bereits früh erwirtschaftetes Kapital in Grund- und Bodenbesitz investiert worden war. Die Rittersitze Böckum, Remberg und Gräfgenstein gehörten bereits zum Familienbesitz, und bis 1818 wurden die Rittersitze Hausmannshausen, Diependahl, Hammerstein und Hahn hinzugekauft. Dadurch wurde die Familie Brügelmann zum größten Grundbesitzer in der Region. Dennoch musste die Fabrik 1818 geschlossen werden, nachdem nun englische Baumwollspinnereien auf den preußischen Markt gedrängt waren und eine starke Konkurrenz wurden. Es war jedoch keine Insolvenz, sondern die Fabrik wurde nur geschlossen und konnte nach kurzer Zeit erneut eröffnet werden.

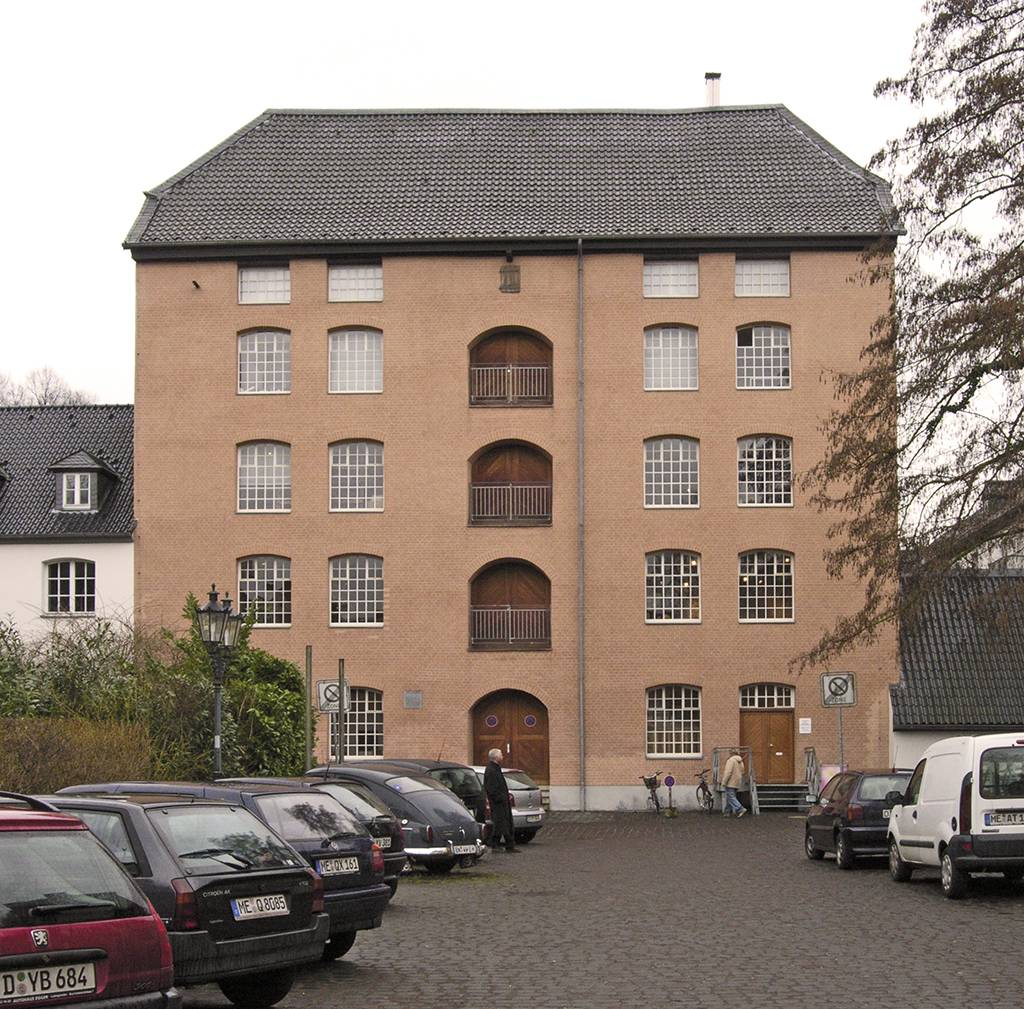
Textilfabrik Cromford

Sophie und auch Jakob Wilhelm Brügelmann kauften weitere Ländereien an, auch verkauften sie welche. Sie verpachteten das Land und spekulierten mit Getreide. In den erhaltenen Briefkopien der Geschäftskorrespondenz von Sophie Brügelmann zeigt sie sich als entschlossene und kluge Verhandlungsführerin, die mit Durchsetzungsvermögen agierte. Zudem betrieb sie Geldgeschäfte. Nachdem sich die wirtschaftliche Lage insgesamt gebessert hatte, konnte die Produktion in Cromford im Jahr 1823 erneut aufgenommen werden und nach dem Tod ihres Schwagers 1826 führte sie die Fabrik alleine weiter. Dank der Beziehungen von Julius Brügelmann, ihrem ältesten Sohn, der gute Kontakte zur Maschinenfabrik Harkort in Wetter unterhielt, wurden für die Textilfabrik Cromford neue Maschinen entwickelt und gebaut. Es wurden neue Wasserräder und eine Dampfmaschine eingeführt. Julius Brügelmann, der eigentlich die Fabrik übernehmen sollte, starb tragisch bei einem Jagdunfall im Jahr 1830, als er sich selbst erschoss. Sein Bruder Moritz Brügelmann, der als jüngerer Sohn zunächst in die Niederlande gegangen war, kehrte zurück und trat 1831 in das Unternehmen ein. Er führte es gemeinsam mit Sophie Brügelmann bis zum Juli 1837, als sie sich als Geschäftsführerin im Alter von 62 Jahren zurückzog. Sie überschrieb ihrem Sohn Moritz die Fabrik und ihrer Tochter Charlotte die Landgüter.
Sophie Brügelmann starb am 11. Januar 1851 in Düsseldorf.
Ihr wurde am 10. Juli 2025 ein FrauenOrt NRW gewidmet.